# Sebastião Melo
Sebastião de Araújo Melo (Piracanjuba, 24 de julho de 1958) é um advogado e político brasileiro filiado ao Movimento Democrático Brasileiro (MDB) desde 1981. Foi vereador de Porto Alegre entre 2001 a 2012 e vice-prefeito de 2013 a 2016, durante a gestão de José Fortunati. Em 2018, foi eleito deputado estadual no Rio Grande do Sul, cargo que exerceu até 2021. Graduado em direito na Universidade do Vale do Rio dos Sinos (Unisinos), concorreu a prefeito de Porto Alegre pela primeira vez, em 2016. E chegou ao segundo turno, mas foi derrotado por Nelson Marchezan Júnior (PSDB). Em 2020, novamente chegou ao segundo turno, obtendo êxito e vencendo Manuela d'Ávila (PCdoB). Sendo reeleito em 2024 com 61,53% dos votos válidos no segundo turno, derrotando a Maria do Rosário (PT). 

## Biografia

### Início da política (2001–2016)

#### Vereador em Porto Alegre (2001–2012)
Tornou-se vereador de Porto Alegre cidade pela primeira vez em 2000, após ter concorrido em outros quatro pleitos municipais e não se eleger para o cargo. Foi reeleito em 2004 e 2008. Em 2007, foi escolhido para presidir a Câmara Municipal de Porto Alegre. Foi presidente da Câmara durante os anos de 2008 e 2009.

#### Vice-prefeito de Porto Alegre (2013–2016)
Sebastião Melo foi escolhido pelo diretório do PMDB para concorrer como vice do candidato José Fortunati, então no PDT, que concorria à reeleição ao cargo de prefeito de Porto Alegre, na eleição de 2012. Com a vitória de Fortunati logo no primeiro turno, Melo foi empossado como vice-prefeito em 1 de janeiro de 2013. Recebeu título de Cidadão de Porto Alegre em 2016, por iniciativa da Câmara.

#### Candidatura a prefeito de Porto Alegre em 2016
Em 2016, Melo foi candidato a prefeito de Porto Alegre pelo PMDB, com a deputada estadual Juliana Brizola, do PDT, como vice. No primeiro turno, recebeu 185.655 votos (25,93%), sendo o segundo candidato mais votado, atrás de Nelson Marchezan Júnior, e qualificando-se para concorrer no segundo turno.
Durante a campanha do segundo turno, Melo recebeu apoio do PCdoB, que no primeiro turno havia composto chapa com Raul Pont, candidato do PT, do PMN, que havia concorrido com João Carlos Rodrigues no turno anterior, e do candidato do PV, Marcelo Chiodo, ainda que o seu partido tenha fechado apoio a Marchezan Júnior. Ele também se posicionou mais à esquerda, anunciando o seu apoio à luta contra a PEC 241, que estabeleceu um teto para gastos públicos por vinte anos no Brasil, indo inclusive contra a posição nacional do seu partido.
Além disso, Melo firmou posição contra projetos de lei inspirados no movimento conservador Escola sem Partido. Melo declarou que tinha "identidade de lutas" com a esquerda, pois vinha do "velho MDB", partido que fazia oposição à Ditadura Militar. O candidato ainda se mostrou contrário à privatização de empresas públicas, como DMAE, Procempa e Carris, e defendeu o Orçamento Participativo.
Após uma campanha tensa com constante troca de acusações com Marchezan Júnior, Melo foi derrotado, recebendo 262.601 votos (39,50%).
Depois da eleição, ao analisar a derrota em entrevista, Melo criticou a possibilidade de o PMDB ingressar na administração do adversário, afirmando que seria um "desrespeito com a população disputar uma eleição com um projeto diferente do adversário e, dois ou três dias depois, ingressar no governo dele". Em 2018, contudo, o partido entrou no governo Marchezan.

##### Morte do coordenador de campanha
No dia 17 de outubro de 2016, durante a campanha do segundo turno, o coordenador-executivo da campanha de Melo Plínio Zalewski foi encontrado morto na sede do partido, no Centro Histórico de Porto Alegre. Era um dos principais articuladores da campanha. Sobre a morte de Zalewski, Melo afirmou: "Sua memória nunca será esquecida. Nunca teve uma pessoa que quisesse tanto que eu fosse candidato, como ele. Lamento profundamente, porque a política para mim sempre foi paz. E eu vou continuar nesse caminho que sua memória".
Foi enterrado no dia seguinte. A principal hipótese era suicídio com arma branca. No local da morte, foi encontrado um bilhete em tom de despedida. O PMDB suspendeu a campanha de Melo por 24 horas.

#### Deputado estadual (2019–2021)
Nas eleições de 2018, foi eleito deputado estadual no Rio Grande do Sul ao receber 34.881 votos.

## Candidatura a prefeito de Porto Alegre em 2020
Em junho de 2020, Melo foi lançado pré-candidato a prefeito de Porto Alegre pelo MDB em votação unânime do diretório municipal. Melo candidatou-se ao cargo de prefeito de Porto Alegre tendo o vereador Ricardo Gomes (DEM) como vice. Além do partido do vice, Cidadania, Solidariedade, DC e PRTB também compuseram a chapa. Ainda que o PSL apoiasse oficialmente a candidatura de Marchezan Júnior, alguns deputados do ex-partido do presidente Jair Bolsonaro fizeram campanha para Melo.
No primeiro turno, o Melo recebeu 200.280 votos (31% dos votos válidos) e se qualificou para a disputa do segundo turno contra Manuela d'Ávila, que fez 187.262 votos (29% dos votos válidos). Após a votação, o candidato recebeu o apoio de Gustavo Paim (PP), Valter Nagelstein (PSD), João Derly (Republicanos) e do PSDB.
Foi eleito prefeito de Porto Alegre em 29 de novembro de 2020, recebendo 370.550 votos, o equivalente a 54,63% dos votos válidos.

### Informações falsas e multas
Nas eleições de 2020, o Jornal da Band divulgou uma pesquisa falsa de intenção de voto. O conteúdo da pesquisa falsa era o mesmo postado no Instagram do então candidato à prefeitura de Porto Alegre Sebastião Melo e apontava o político à frente de Manuela d'Ávila. No mesmo dia, o jornal corrigiu a informação e Melo apagou a postagem da rede social. Melo foi condenado pela Justiça Eleitoral a pagar 106 mil reais pela divulgação da pesquisa falsa. A juíza que proferiu a decisão ainda determinou que os fatos fossem encaminhados à Polícia Federal para investigação criminal. Sebastião Melo e seu vice, Ricardo Gomes ainda foram multados pela Justiça Eleitoral em R$ 41,9 mil por uma série de irregularidades na prestação de contas da campanha, incluindo o uso de verba para imprimir santinhos em que o prefeito aparecia ao lado de candidatos a vereador do PTB, partido que não integrou formalmente a sua coligação.
Aliados do governo também percorreram a cidade espalhando o boato de que, se Manuela fosse eleita, ela fecharia as igrejas e obrigaria a população a comer carne de cachorro.

### Primeira gestão (2021–2024)

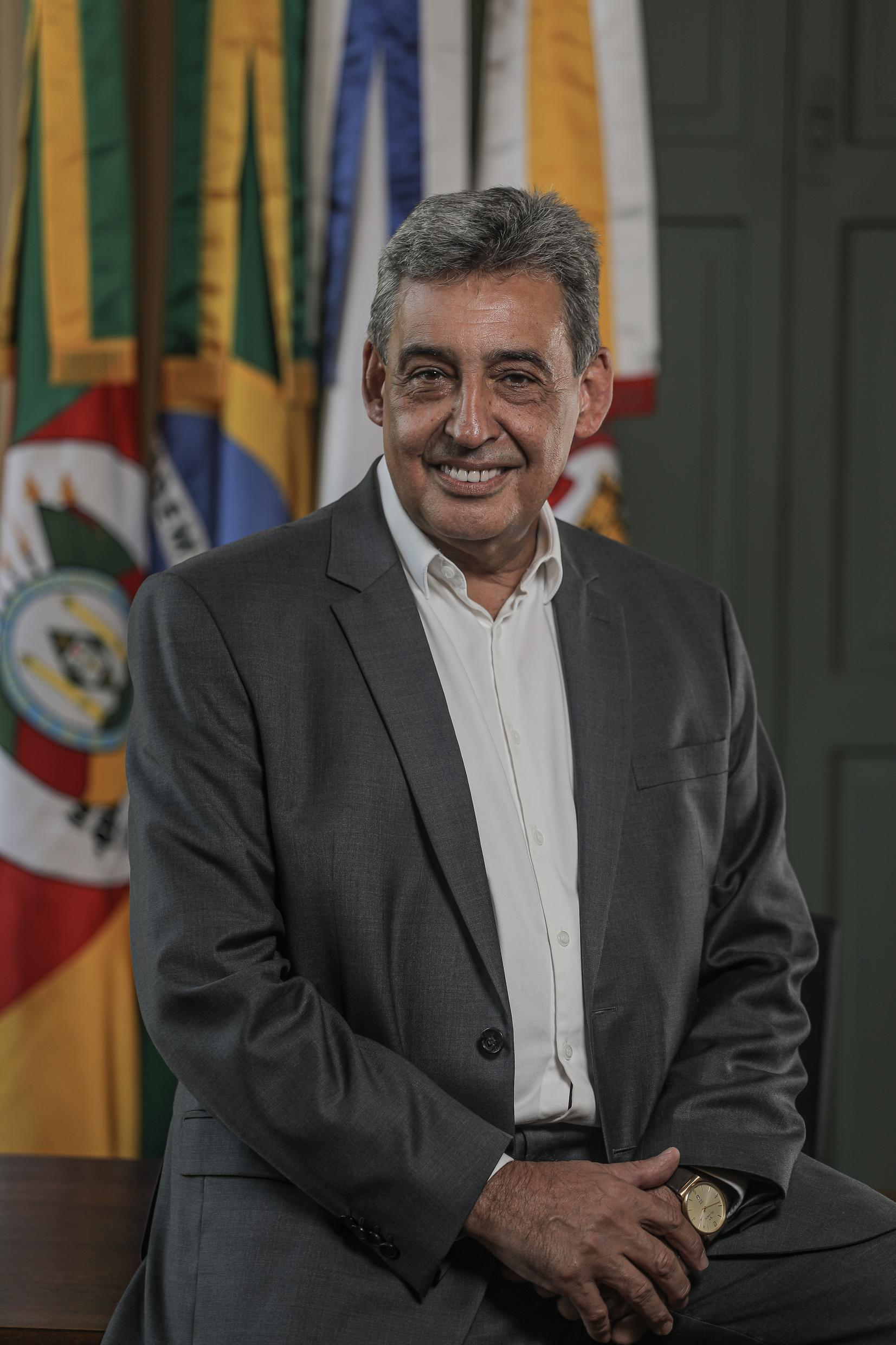
Retrato oficial do Prefeito de Porto Alegre, em 2021

## Prefeito de Porto Alegre

### Transição e posse
Melo nomeou o vereador eleito pelo MDB e ex-prefeito de Santa Maria, Cezar Schirmer, como coordenador da transição entre o governo de Nelson Marchezan Júnior e o seu. No discurso de posse, em 1.º de janeiro de 2021, Melo afirmou que era preciso "levantar o otimismo da nossa cidade. A cidade vive um momento de grande depressão, perdemos muitos empregos, muitas empresas já não voltam mais. É preciso equilibrar o desenvolvimento econômico com proteção social".

### Gestão da pandemia de COVID-19

#### Distribuição de medicamentos ineficazes e prejudiciais à saúde
Um dos primeiros atos de Sebastião Melo foi comprar o antibiótico azitromicina, o vermífugo ivermectina, e hidroxicloroquina e cloroquina – dois remédios indicados para o tratamento da malária – para supostamente combater a COVID-19. Todos os medicamentos comprados, no entanto, são comprovadamente ineficazes no controle da doença. A decisão polêmica foi judicializada pelo PSOL, que alegou que o governo estava usando dinheiro público para a compra de remédios ineficazes. A medida ainda foi criticada pelo conselho da Faculdade de Medicina da UFRGS que, através de nota, pediu a suspensão imediata da distribuição dos medicamentos. Melo justificou o pedido de hidroxicloroquina ao Ministério da Saúde argumentando que as classes média e média-alta no Brasil e amigos seus vêm tomando esses remédios. No total, o governo gastaria mais de 239 mil reais em medicamentos comprovadamente ineficazes que integram o chamado "kit COVID". Além da falta de eficácia compravada, foi relatado que o uso dessas medicações combinadas por um longo período e em altas doses levou a danos hepáticos e renais, levando inclusive à necessidade de transplante de fígado e à morte.
Em fevereiro, a Justiça proibiu, em decisão liminar, a prefeitura de distribuir o kit com medicamentos comprovadamente ineficazes. No despacho, o juiz argumentou que a proibição seria necessária “enquanto não existirem evidências robustas, baseadas em pesquisas clínicas e reconhecidas pela comunidade científica, da eficácia deles para o tratamento precoce da patologia" e que "a obrigação do Poder Público, especialmente em saúde, sempre deve ser fundada na preservação do interesse coletivo, que não se coaduna com qualquer possibilidade que pode gerar risco e se afaste da aplicação do princípio da precaução". A prefeitura recorreu da decisão em primeira instância e teve, no começo de março, novamente negada a autorização para distribuir os medicamentos comprovadamente ineficazes e prejudiciais na rede pública.
No início de maio, a base aliada de Melo na Câmara Municipal aprovou um projeto que permite a distribuição gratuita de medicamentos para o suposto tratamento da COVID-19 liberados pelo Ministério da Saúde. O projeto foi visto como uma maneira de tentar contornar a decisão judicial que impediu que a prefeitura distribuísse remédios comprovadamente ineficazes contra essa doença viral.

#### Transporte coletivo
O governo municipal relaxou as normas de utilização de máscaras em ônibus, decisão contestada por especialistas, que indicaram que ela favoreceria a disseminação da COVID-19. Outros afrouxamentos de protocolos contra a doença pandêmica também foram criticados por pesquisadores da área da saúde por trazerem riscos à saúde pública. Diante da aceleração do número de pessoas contaminadas, a prefeitura teve de voltar atrás e proibir que os coletivos circulassem com passageiros em pé, no dia 25 de fevereiro, que só começaria a ser cumprida dois dias depois. Entretanto, o governo não conseguiu adequar a oferta à restrição, e usuários relataram espera de mais de uma hora e meia nas paradas. A prefeitura argumentou que havia mais de quatrocentos profissionais afastados do trabalho porque haviam contraído COVID-19 ou tinham algum familiar com a doença.

#### Educação
Mesmo com aceleração da transmissão de COVID-19 no município e do aumento na ocupação de leitos de UTI, Melo mantinha o plano de retomar as aulas na rede municipal em 22 de fevereiro de 2021. O governante somente cancelou o início do ano letivo quando a cidade foi classificada pelo Governo do Estado na bandeira preta do modelo de distanciamento controlado, a de altíssimo risco de contaminação.
Parte das escolas da rede municipal voltaram a abrir no início de maio, mesmo que os professores não estivessem sendo vacinados, ao contrário do que vinha acontecendo nas cidades próximas de Esteio e São Leopoldo. Dias antes, os professores da rede haviam decretado greve em protesto contra a volta às aulas em meio à pandemia sem vacinação.

#### Colapso do sistema de saúde
O recrudescimento da pandemia na cidade ocorreu em fevereiro de 2021, depois de um mês de relativa estabilidade na propagação da doença. No início de fevereiro, o secretário da Saúde, Mauro Sparta, ter declarado que "o pior já havia passado", mesmo diante de alertas de especialistas de que isso não era verdade e do aumento da contaminação no Rio Grande do Sul. A prefeitura mantivera, por quarenta e cinco dias, medidas mais brandas de combate à disseminação do vírus, em relação à gestão anterior. Ao longo do mês de fevereiro, especialistas e pesquisadores alertaram publicaram o risco de colapso do sistema de saúde.
Em 23 de fevereiro, Porto Alegre foi classificada na bandeira preta do modelo de distanciamento controlado, aquela de altíssimo risco. Contudo, Sebastião Melo preferiu usar o mecanismo de cogestão, que permitia que as regiões do estado seguissem normas da bandeira anterior à qual foram classificadas – neste caso, bandeira vermelha. As medidas pouco brandas da prefeitura agravaram o contágio da COVID-19 e levaram à superlotação de até 400% nas unidades de pronto atendimento (UPAs) e postos de saúde na cidade, além de recorde de internados nas UTIs e uma fila de cento e treze pessoas aguardando vagas nessas unidades, no final de fevereiro. Em entrevista no dia do recorde de internações em UTIs, Melo pediu que a população contribuísse com a vida para salvar a economia na cidade: "Contribua com sua família, sua cidade, sua vida, para que a gente salve a economia do município de Porto Alegre". A frase gerou repercussão nacional e internacional:
Apenas um dia depois do recorde, o líder do governo de Sebastião Melo na Câmara Municipal, Idenir Cecchim, acusou a diretora do Hospital de Clínicas de "espalhar o terror" ao alertar a população sobre a superlotação na instituição.
Diante do iminente colapso do sistema de saúde na cidade, o governador Eduardo Leite decidiu decretar bandeira preta em todo o Rio Grande do Sul a partir do dia 27 de fevereiro, sem possibilidade de cogestão. Melo afirmou discordar da decisão de Leite, mas que a cumpriria. O prefeito, porém, seguiu criticando, pelas redes sociais, as regras mais restritivas para barrar o contágio da COVID-19 implementadas pelo Governo Estadual.
Em 28 de fevereiro, a ocupação de UTIs na cidade passou, pela primeira vez, a marca de 100% da capacidade, em tendência crescente, com fila de espera por uma vaga nas unidades também em aumento. A superlotação indicava que parte dos atendimentos em UTIs acontecia improvisadamente. No dia 2 de março, o Hospital Moinhos de Vento, o maior da rede privada do Rio Grande do Sul, teve que alugar um contêiner para armazenar os corpos dos pacientes falecidos no hospital, uma vez que o necrotério da instituição, que estava com a UTI superlotada, não comportava tantos corpos.
O colapso da rede de saúde continuou, com recordes diários de internações em UTIs, já superlotadas. No Hospital de Clínicas, não havia respiradores especiais suficientes. Além disso, profissionais da saúde estavam tendo de escolher quais pacientes deveriam ser intubados, em virtude da falta de leitos. Alguns pacientes chegavam a ser intubados nas emergências dos hospitais e morriam ali mesmo. No Hospital da Restinga, pacientes na emergência superlotada recebiam cuidados sentados em cadeiras devido à falta de macas. Em alguns hospitais, pacientes chegavam a morrer nos corredores, devido à falta de leitos de UTI.
Em 5 de março, o governo estadual também anunciou multa de até quatro mil reais para quem não usasse máscaras, tentando frear o contágio da COVID-19. Sebastião Melo, contudo, declarou que a prefeitura não aplicaria a norma, porque supostamente não teria pessoal para tal e disse que o uso do equipamento de prevenção dependeria da "consciência" das pessoas: "Não vai funcionar ficar multando pessoas em função do uso de máscaras. A pessoa tem consciência ou não".
A prefeitura agiu para dispersar diversas aglomerações em diversos pontos da cidade, principalmente no bairro Cidade Baixa, reduto de aglomerações na madrugada, com arruaceiros e uso de drogas diariamente. Em 10 e 14 de março, duas manifestações pedindo a reabertura do comércio local e intervenção militar, respectivamente, foram realizadas com registro de muitas pessoas reunidas, várias delas sem usar máscara. Aos poucos, o grupo que protestava contra o governo federal se dispersou.
Em 11 de março, o número de internados em UTIs, em tendência crescente, bateu novo recorde em Porto Alegre: oitocentas pessoas com diagnóstico confirmado de COVID-19, quarenta e três com suspeita da doença e uma fila de 187 contaminados aguardando leitos. Mesmo assim, o prefeito defendeu, em entrevista publicada nesse mesmo dia, a abertura geral do comércio da cidade, então reduzida, por decisão estadual, a setores essenciais.
Devido ao aumento vertiginoso no número de mortes na cidade, houve filas nos cartórios para o registro de óbitos, nas quais a espera chegava a cinco horas, inclusive durante a madrugada. O número de enterros também aumentou. No total, a quantidade de sepultamentos realizados em março na cidade foi o triplo daquela do mesmo mês do ano anterior. A demanda por cremações cresceu 63% nos até metade de março de 2021, em um crematório, em comparação com os três meses do ano anterior. Em março, o aumento noutro crematório foi de 230% na comparação com o mesmo mês de 2020. Tanto a ocupação das UTIs quanto a fila de espera por uma vaga nessas unidades foi crescendo ao longo dos dias. A superlotação atingiu 116% em 15 de março, com 1.204 pessoas internadas em 1.036 vagas. A fila de espera chegou a duzentos e setenta pessoas. No Hospital de Pronto Socorro, de gestão municipal, a superlotação de leitos para COVID-19 fora da UTI atingiu 1.075%.
Diversos hospitais fecharam as suas emergências por causa da superlotação das alas, incluindo dois dos maiores da cidade, o Santa Casa e o Clínicas. Neste último, a realização de partos foi restringida, pois não havia mais lugar na UTI neonatal. Algumas gestantes com COVID-19, algumas delas em tratamento intenso, tiveram filhos prematuros, enviados diretamente para a UTI. Mesmo diante da superlotação das UTIs e do colapso do sistema de saúde, Sebastião Melo declarou, em 16 de março, ser contra a construção de hospitais de campanha e que sempre caberiam mais pessoas nos hospitais já existentes: "Sei que tem limites, mas o hospital sempre vai poder pôr mais alguém. E estar dentro do hospital é melhor do que não estar".
Em 21 de março, o Governo Estadual publicou um decreto para autorizar a retomada da cogestão. Nesse dia, Porto Alegre estava com superlotação das UTIs havia três semanas. Sebastião Melo imediatamente adotou medidas de bandeira vermelha, incluindo a reabertura do comércio, bares e restaurantes, mesmo com o sistema hospitalar colapsado. Dias depois, o prefeito admitir não ter embasamento científico para a sua decisão. Em declaração pública, o prefeito disse que "não gastaria nenhum centavo em contratar novos fiscais" para aplicar as leis e conferir se os protocolos sanitárias estavam sendo cumpridos. Além disso, reiterou que não aplicaria o decreto estadual que previa multa para quem não utilizasse máscara.
Em 26 de março, mesmo com as UTIs da cidade superlotadas, Melo publicou um decreto em que permitia a abertura de bares, restaurantes e do comércio em horários não permitidos pelo Governo Estadual. A medida foi criticada pelo governador Eduardo Leite, que alertou que havia falta iminente de sedativos para as UTIs na capital e o momento era de permanecer em casa para evitar a propagação do vírus. O Ministério Público Estadual (MP-RS) ingressou com ação civil pública na Justiça contra o decreto, suspenso no dia seguinte. A prefeitura recorreu da decisão e o Tribunal de Justiça (RS) manteve a suspensão. O procurador-geral do MP-RS, Fabiano Dallazen, também anunciou que seria apurada a responsabilidade criminal de Melo e que atitudes como a do prefeito "só geram mais insegurança na população".

#### Vacinação
A vacinação em Porto Alegre começou no dia 20 de janeiro. A partir de janeiro, a prefeitura começou a não guardar a segunda dose dos imunizantes para vacinação posterior, aplicando imediatamente todas as remessas que recebia do Programa Nacional de Imunizações (PNI). Isso gerou atrasos na aplicação da segunda dose no final de abril e começo de maio, quando houve retardo no envio da CoronaVac por todo o Brasil. Longas filas formaram-se à espera da vacina, mas não havia doses suficientes, implicando que pessoas fossem imunizadas com intervalo maior que as quatro semanas recomendadas pelo fabricante. Melo gravou um vídeo, divulgado em redes sociais, pedindo desculpas à população pelo atraso e responsabilizando uma orientação do Ministério da Saúde pelo erro, embora a decisão de não guardar a segunda dose tivesse sido tomada anteriormente. Ao receber remessa da vacina Pfizer/BioNTech, a prefeitura decidiu guardar imunizantes para aplicar uma segunda dose, para evitar o problema ocorrido com a CoronaVac.
Em março, o Consórcio da Associação dos Municípios da Região Metropolitana de Porto Alegre (Granpal), integrado pela prefeitura, fez uma proposta de compra de doses do imunizante Sputnik V, que seria destinada, por lei, ao PNI. A compra, contudo, não foi adiante.

### Secretariado
Melo ampliou o número de secretarias de quinze para dezenove por reforma administrativa aprovada no primeiro mês de governo. Entre os nomes mais conhecidos do secretariado, estão Cezar Schirmer, ex-prefeito de Santa Maria, Luiz Fernando Zachia, ex-diretor do Detran-RS, Ana Pelini, ex-secretária estadual de meio ambiente, e Cássio Trogildo, ex-presidente da Câmara de Vereadores cassado pelo TSE. Além disso, a filha do deputado federal Bibo Nunes, Camila Nunes foi nomeada secretária-adjunta de Administração e Patrimônio, após negociações conduzidas pelo seu pai. Com as nomeações para o secretariado, Pablo Melo, filho de Sebastião Melo e primeiro suplente da bancada do MDB, assumiu o cargo de vereador. Rodrigo Lorenzoni, filho do então ministro Onyx Lorenzoni, também foi nomeado secretário.

### Educação
Melo nomeou, logo no início do seu mandato, Janaína Audino, que havia trabalhado anteriormente na Fundação Maurício Sirotsky Sobrinho, do Grupo RBS, como secretária da educação.
Em abril de 2021, o prefeito anunciou que não construiria mais creches para comprar vagas na rede privada. No mês seguinte, a prefeitura anunciou que a Escola Leocádia Felizardo Prestes seria a primeira da rede municipal a aderir ao programa de escola cívico-militar do Governo Federal. Entretanto, a direção da escola desmentiu o Governo Municipal, revelando que jamais havia aderido ao programa.

### Equipamentos públicos
Seu governo tem sido marcado por um grande programa de concessões de equipamentos e espaços públicos para a administração da iniciativa privada, dizendo que o programa "está no DNA" do seu governo. A alegação é de que a Prefeitura não tem condições de manter os serviços adequadamente e as parcerias trarão qualificação e bem-estar para a população. Em sua campanha eleitoral, o prefeito declarou: "Eu penso que o serviço pode ser público, mas prestado por parceiro privado. Quem está com a torneira seca não quer saber se é público ou privado, quer ter água. Quem precisa de posto de saúde, não quer saber se é concursado ou contratado, quer saber se tem médico. O mesmo vale para as creches. Defendemos liberdade econômica para empreender rapidamente".
Já foram concedidos o Auditório Araújo Viana, o Teatro de Câmara Túlio Piva, o Parque da Harmonia e o Trecho 1 da Orla do Guaíba, alguns deles completando um processo iniciado na gestão anterior. Estão previstas novas concessões dos parques Farroupilha, Moinhos de Vento e Marinha do Brasil; dos trechos 2 e 3 da Orla do Guaíba; do Hospital de Pronto Socorro e do Hospital Materno-Infantil Presidente Vargas; da Usina do Gasômetro; da coleta do lixo e do tratamento da água e esgotos; de áreas verdes no entorno do Aeromóvel e da área externa do Museu Joaquim Felizardo. A empresa de transportes Carris foi privatizada, com a venda de seu patrimônio.
O programa vem recebendo críticas por desvirtuar o caráter público dos serviços e espaços e passar a explorá-los comercialmente, por elaborar os projetos de maneira pouco transparente e sem o necessário diálogo com a comunidade. O governo também é acusado de sucatear o patrimônio público para depois justificar sua concessão.
Para o Sindicato dos Municipários de Porto Alegre, Melo "demonstra forte adesão à política de Bolsonaro. Assume postura de repressão e violência aos movimentos e lutas, retira direitos e reduz o acesso às políticas públicas, gera desemprego e promove o sucateamento dos equipamentos públicos para justificar a entrega do patrimônio público à iniciativa privada". O Coletivo Preserva Redenção, outra das muitas organizações que têm protestado contra o programa, publicou carta aberta dizendo: "A passos largos, assistimos ao prefeito Sebastião Melo avançar sobre o patrimônio público porto-alegrense, privatizando espaços públicos, marca registrada de sua administração público-privada, de frente para o empresariado do comércio e da especulação imobiliária e de costas para o meio-ambiente natural e o bem-estar dos cidadãos e cidadãs desta cidade". O Sindicato dos Previdenciários do Rio Grande do Sul pulicou nota dizendo que "a população e os servidores só têm a perder com as desestatizações, que impõem a lógica privada em espaços e instituições públicas que hoje garantem direito à saúde, lazer, cultura e transporte".
Para Luciano Fedozzi, professor da UFRGS e membro do Observatório das Metrópoles, a concessão ou privatização são apresentadas enganosamente pelo poder público como inevitáveis, a única saída possível para eliminar os problemas. Especialistas independentes e comunidade têm oferecido, de fato, muitas alternativas. Fedozzi acrescenta que "me parece que vem sendo implementada em Porto Alegre a ideia da cidade de mercadoria, ou seja, a ideia é que Porto Alegre tem que se colocar na agenda internacional de vender a cidade como algo que pode atrair a questão de transformar tudo isso, como a linguagem econômica gosta de dizer, quer dizer, os ativos transformados em novas possibilidades de mercantilização e de acumulação de capital. Algo que já vem ocorrendo em outras cidades, outras metrópoles do Brasil, por meio daquilo que nós do Observatório das Metrópoles chamamos inflexão ultraliberal". Rafael Passos, presidente da secional gaúcha do Instituto de Arquitetos do Brasil (IAB), pensa que o governo está determinado a desestatizar, e só permite um debate público sobre a maneira como isso vai ser feito. Mesmo esse debate tem sido muito limitado; queixas de que a comunidade não tem sido ouvida se tornaram comuns. Passos continua, dizendo que "os modelos que vêm se apresentando, como o caso paradigmático, o Harmonia, e agora parece que se desenha o mesmo para a Orla, naquele trecho do Anfiteatro, o governo diz que só quer fazer uma marina e o resto está tudo aberto a propostas do setor privado. Quer dizer, não há uma discussão inicial com a comunidade porto-alegrense sobre o que se quer dos espaços públicos. Essa deveria ser a primeira premissa".
Segundo Betânia Alfonsin, do Conselho Diretivo do Instituto Brasileiro de Direito Urbanístico, o processo de concessão de parques "não pode ser analisado de forma isolada, uma vez que estaria inserido em um contexto global de avanço dos interesses privados sobre áreas públicas, o que não ocorre apenas em Porto Alegre. [...] Este movimento busca a desregulamentação total da legislação urbanística". O prefeito prometeu em janeiro de 2022 mandar para a Câmara de Vereadores um novo Plano Diretor "bastante liberal", e enquanto isso não ocorre, vai tentar introduzir alterações pontuais. Entrevistado na ocasião, Melo disse que "o nosso governo é muito liberal na economia, liberal para o empreendedor, na abertura de negócios, mas tem um olhar muito forte para a questão social". Há críticas de que vários grandes projetos urbanísticos têm sido aprovados contrariando o Plano Diretor e normas ambientais. Na opinião de André Augustin, do Observatório das Metrópoles, o programa de privatizações está associado a uma política de valorização seletiva de certas áreas da cidade por grandes empreendimentos imobiliários e urbanísticos, havendo "uma forte atuação estatal para construir uma cidade que gere lucro para determinados setores. Se alguém tem dúvidas sobre quem são os beneficiados dessa política de valorização imobiliária, basta olhar os dados de financiamento de campanha divulgados pelo TSE. Entre os maiores doadores da campanha de Melo, em 2020, estão sócios de empresas como Goldztein, Cyrela, Melnick, CFL, Multiplan e Arado Empreendimentos. É para estes que se governa em Porto Alegre, seja na política de transportes, de saneamento ou nas mudanças no Plano Diretor".

### Gestão de enchentes
Entre abril e maio de 2024, o Rio Grande do Sul foi atingido por fortes enchentes. Porto Alegre também foi fortemente atingida, com causas que foram atribuídas, além do volume de água, a insuficiente bombeamento, bem como lixo e entulho bloqueando bueiros. Melo, na ocasião, afirmou que a gestão municipal sabia que havia a possibilidade de mais chuva forte e não foi pega de surpresa. Ele negou, no entanto, que a prefeitura tenha demorado a tomar atitudes e colocou a responsabilidade das novas enchentes no volume de água, bem como na população, atribuindo a eles culpa pelo lixo na cidade.
Na ocasião, o rio Guaíba atingiu seu maior nível histórico, deixando várias partes da cidade submersas e várias pessoas desabrigadas. Diante da gravidade da situação, a prefeitura disponibilizou 21 pontos de acolhimento para receber pessoas que tiveram de deixar suas casas, recebendo milhares de pessoas.
O período foi marcado também por conflitos de Melo com o governo federal, em que ele criticava a falta de apoio, apesar de também ter demorado dias para formalizar pedido nesse sentido. Nessa época, a deputada federal Fernanda Melchionna e o vereador Roberto Robaina, ambos do Psol, acionaram o prefeito na Justiça. Os parlamentares pediam à Procuradoria de Justiça do Rio Grande do Sul a instauração de uma investigação contra Melo pelo fato de a prefeitura não ter enviado ao governo federal os dados das famílias da capital atingidas pelas enchentes. Com isso, essas pessoas não conseguiram receber o primeiro lote do pagamento do Auxílio Reconstrução, no valor de R$ 5,1 mil.
Em junho, a situação das chuvas voltou a preocupar a população, com mais milhares de pessoas precisando abandonar suas casas. Porto Alegre só voltou a ter todas as casas de bombas – prédios que abrigam equipamentos elétricos capazes de drenar a água da cidade – em funcionamento no início de julho, cerca de dois meses após o início das enchentes que assolaram o estado.

#### Censura de grafite crítico
Durante a campanha para eleição de 2024, a Justiça Eleitoral determinou a remoção de um grafite que retratava Melo, então prefeito de Porto Alegre e candidato à reeleição, parcialmente submerso na enchente. O mural, feito pelo artista Harp, com base em ilustração de Bruno Ortiz Monllor, ficava na parede de um centro cultural no bairro Cidade Baixa, na região central da capital. Na decisão proferida no dia 15 de agosto, a juíza Patrícia Hochheim Thomé considerou que o painel se enquadrava na categoria de propaganda eleitoral em local ou meio vedado pela legislação. A juíza determinou a remoção do painel em 24 horas, sob pena de multa de R$ 5 mil em caso de descumprimento, e foi rapidamente coberto.

Em setembro do mesmo ano, porém, o Tribunal Regional Eleitoral (TRE) do Rio Grande do Sul autorizou a reprodução do mural. A Corte, derrubando a sentença anterior. O Ministério Público Eleitoral (MPE) entendeu que a pintura se tratava de uma "arte elaborada por cidadão que não está concorrendo como candidato".
"A arte questionada nesta causa não configura propaganda eleitoral negativa proibida pela legislação, mas sim legítima expressão do direito fundamental de livre manifestação de pensamento crítico de um cidadão por meio da sua liberdade de expressão artística", opinou o procurador regional eleitoral auxiliar Alexandre Amaral Gavronski.
O desembargador Nilton Tavares da Silva concordou com a argumentação do MPE e votou pela autorização do mural. O posicionamento do magistrado foi seguido de forma unânime pelos demais integrantes do plenário do TRE.

### Reeleição e posse (2024–atualmente)

#### Gestão de enchentes
O assunto de enchentes no Rio Grande do Sul em 2024 voltou a ser pauta já no início da nova gestão do prefeito. Questionado sobre o tópico, Melo afirmou que "Vai continuar alagando." De acordo com ele, a solução dependeria de drenagem, mas o orçamento não estava nas obras de proteção de cheias, e que o investimento de R$ 4,5 bi dependeria de parceirização do Departamento Municipal de Água e Esgotos (DMAE). No mesmo período, chuvas fortes afetaram a cidade, deixando a população sem luz e transporte, afetando até a posse do secretariado, que foi cancelada após uma chuva atingir a cidade e derrubar a luz. O então ministro-chefe da Secretaria de Comunicação Social (Secom) do governo Lula, Paulo Pimenta, criticou o prefeito abertamente pela posição, responsabilizando-o pelas novas enchentes que assolam a capital gaúcha.

#### Cerimônia de posse
Em 1.º de janeiro de 2025, Melo e Betina, do Partido Liberal (PL), foram empossados durante a cerimônia de possa na Câmara Municipal de Porto Alegre, onde também empossaram os 35 vereadores; eleitos e reeleitos. Sebastião Melo gerou polêmica ao dizer "que defensores da ditadura militar brasileira não devem ser processados porque isso representaria liberdade de expressão", e afirmou também que "defensores do comunismo e do socialismo não merecem ser punidos." Partidos da oposição se manifestaram publicamente contra o prefeito.

#### Reforma administrativa
No primeiro dia útil do mandato de 2025, Melo protocolou sete projetos de lei visando uma reforma administrativa, incluindo a privatização do DMAE. O Tribunal de Justiça do Rio Grande do Sul, atendendo um pedido do Sindicato dos Municipários de Porto Alegre (Simpa), emitiu uma liminar suspendendo a tramitação de parte da reforma, considerando que normas legais não foram cumpridas, como o debate das propostas em audiências públicas.

## Vida pessoal
Vindo do interior de Goiás, chegou a Porto Alegre em fevereiro de 1978. É casado com Valéria Leopoldino e pai de Pablo Melo e de João Arthur.

## Desempenho eleitoral
| Ano  | Eleição                        | Candidato a       | Partido | Coligação                                                                      | Votos            | Resultado  |
| ---- | ------------------------------ | ----------------- | ------- | ------------------------------------------------------------------------------ | ---------------- | ---------- |
| 1982 | Municipal em Porto Alegre      | Vereador          | MDB     | sem coligação proporcional                                                     | 1.498            | Suplente   |
| 1988 | Municipal em Porto Alegre      | Vereador          | MDB     | sem coligação proporcional                                                     | 1.532            | Suplente   |
| 1992 | Municipal em Porto Alegre      | Vereador          | MDB     | PMDB, PCdoB                                                                    | 2.773            | Suplente   |
| 1996 | Municipal em Porto Alegre      | Vereador          | MDB     | sem coligação proporcional                                                     | 5.735            | Suplente   |
| 2000 | Municipal em Porto Alegre      | Vereador          | MDB     | PMDB, PL                                                                       | 4.946            | Eleito     |
| 2004 | Municipal em Porto Alegre      | Vereador          | MDB     | PMDB, PSDC, PHS, PRONA                                                         | 8.525            | Eleito     |
| 2006 | Estaduais do Rio Grande do Sul | Deputado Estadual | MDB     | sem coligação proporcional                                                     | 21.364           | Suplente   |
| 2008 | Municipal em Porto Alegre      | Vereador          | MDB     | sem coligação proporcional                                                     | 10.857           | Eleito     |
| 2010 | Estaduais do Rio Grande do Sul | Deputado Estadual | MDB     | PMDB, PSDC                                                                     | 22.857           | Suplente   |
| 2012 | Municipal em Porto Alegre      | Vice-prefeito     | MDB     | PDT, PMDB, PP, DEM, PTB, PRB, PPS, PMN, PTN                                    | 517.969 (65,22%) | Eleito     |
| 2016 | Municipal em Porto Alegre      | Prefeito          | MDB     | PMDB, PDT, PSD, PSB, DEM, PRB, PPS, PROS, PTN, REDE, PSDC, PHS, PRTB, PEN, PMN | 262.604 (39,50%) | Não eleito |
| 2018 | Estaduais do Rio Grande do Sul | Deputado Estadual | MDB     | sem coligação proporcional                                                     | 34.881           | Eleito     |
| 2020 | Municipal em Porto Alegre      | Prefeito          | MDB     | MDB, DEM, CIDADANIA, SOLIDARIEDADE, DC, PRTB, PTC                              | 370.550 (54,63%) | Eleito     |
| 2024 | Municipal em Porto Alegre      | Prefeito          | MDB     | MDB, PL, PP, REPUBLICANOS, PSD, PODE, SOLIDARIEDADE, PRD                       | 406.467 (61,53%) | Eleito     |